# Code Blue
Code Blue (コード・ブルー -ドクターヘリ緊急救命-, Kōdo Burū: Dokutā Heri Kinkyū Kyūmei) est un drama en 32 épisodes de 54 minutes diffusé du 3 juillet 2008 au 18 septembre 2017 sur Fuji TV.
Cette série est inédite dans tous les pays francophones. Un film homonyme tiré de la série est sorti en 2018.

## Synopsis

### Saison 1
Aizawa Kōsaku (Tomohisa Yamashita), Shiraishi Megumi (Yui Aragaki), Hiyama Mihoko (Erika Toda) et Fuikawa Kazuo (Yosuke Asari) sont quatre jeunes médecins qui viennent de rejoindre l'hôpital de Shohoku. Ils n’ont qu’un rêve : rejoindre l'unité médicale d’urgence héliportée. Mais Kuroda Shuji (Toshirō Yanagiba) leur nouveau superviseur est intraitable : seuls les meilleurs peuvent partir en mission. Il n'y a aucune place pour les incompétents et ceux qui n'ont pas des nerfs d'acier.

### Spécial
Après leur suspension à la suite de l'accident du tunnel, les quatre internes: Aizawa, Shiraishi, Hiyama, Fujikawa ainsi que l'infirmière Saejima sont de retour aux urgences de l'hôpital de Shohoku. Mais dès leur retour, Kuroda démissionne. Pendant ce temps, une catastrophe ferroviaire engage tous les membres de l'équipe.

### Saison 2
Un an et demi ont passé depuis qu'Aizawa Kosaku, Shiraishi Megumi, Hiyama Mihoko et Fujikawa Kazuo ont été assignés à l'hôpital universitaire de Shoyo. Ils ne leur restent plus que trois mois d'entrainement pour être des docteurs Héli. Chacun d'eux pense à leur avenir après l'obtention de leur diplôme. Tachibana Keisuke, un docteur vétéran, prend ses fonctions dans cet hôpital. Il a été appelé pour confirmer les acquis des stagiaires. Il est donc celui qui déterminera leur futur.

### Saison 3
La saison 3 sera diffusée en juillet 2017 au Japon.

## Distribution
- Tomohisa Yamashita : Aizawa Kōsaku
- Yui Aragaki : Shiraishi Megumi
- Erika Toda : Hiyama Mihoko
- Yōsuke Asari : Fujikawa Kazuo
- Kiyoshi Kodama (en) : Tadokoro Yoshiaki
- Manami Higa (en) : Saejima Haruka
- Masanobu Katsumura : Morimoto Tadashi
- Ryō : Kanna Mitsui
- Toshirō Yanagiba : Kuroda Shūji
- Shiina Kippei : Tachibana Keisuke
- Susumu Terajima : Kaji Hisashi
- Tetta Sugimoto (en) : Saijo Akira
- Shinji Hiwatashi : Anzai Yasuyuki

## Récompenses
- 64th Television Drama Academy Awards : Meilleur drama pour Code Blue 2
- TV Navi Drama Awards :
  - Meilleur drama pour Code Blue 2[2]
  - Meilleur acteur pour Yamashita Tomohisa dans Code Blue 2
  - Meilleure actrice dans un second rôle pour Aragaki Yui dans Code Blue 2